# Too Late
"Too Late"은 대한민국의 10인조 혼성 그룹 남녀공학의 첫 싱글이다. 2010년 9월 30일 발매되었으며 엠넷미디어가 레이블을 맡았고 작곡가 및 프로듀서는 조영수가 맡았다.

## 뮤직비디오
9월 27일 3D로 제작된 뮤직비디오를 공개하며 시사회및 기자회견을 열었다. 뮤직비디오 속에 각 멤버들은 특유의 개성이 돋보이는 헤어와 의상으로 눈길을 끌기도 했다.

## 방송 활동
9월 27일 "Too Late"의 제목공개를 처음으로 하였으며, 9월 30일 엠 카운트다운을 통해 정식 데뷔를 하였다. 그 외에 뮤직뱅크, 인기가요 등에 출연하며 지상파에서도 성공적인 데뷔를 가졌다.

## 수록곡
1. Too Late (Part.1)
2. Too Late (Part.2)
3. Too Late (Remix Ver.)

## 차트
| 차트 (2010)             | 최고 기록 |
| ----------------------- | --------- |
| 가온 BGM차트            | 62        |
| 가온 디지털 종합차트    | 13        |
| 가온 모바일차트         | 39        |
| 가온 온라인차트         | 13        |
| 뮤직뱅크 K-차트         | 28        |
| 소리바다 종합 주간 차트 | 33        |